# Сталін проти марсіан
Сталін проти марсіан — відеогра у жанрі стратегія в реальному часі, створена компаніями Dreamlore Games, N-Game Studios і Black Wing Foundation і випущена в Росії компанією «Новий Диск» у 2009 році. Випуск в інших країнах світу здійснює компанія Paradox Interactive, початок продажів почався 24 квітня 2009 року.
Гра доступна також через Steam.

## Сюжет
Сюжет гри описується розробниками наступним чином :
|  | На дворі 1942 рік. Літо. У Сибіру несподівано висаджуються марсіани. Подія настільки важлива, що операцію проти інопланетних супостатів бере під свій контроль особисто товариш Сталін. Операція секретна і факт висадки інопланетних військ приховується. |

Як розробниками, так і рецензентами відзначається кітчевий характер гри.

## Ігровий процес
Гра являє собою стратегію в реальному часі з аркадними елементами. Гравцеві надається в розпорядження група військ, за допомогою яких необхідно виконувати звичайні для даного жанру завдання (знищення ворожих угруповань військ і захист території). На місці вбитих ворогів залишаються рублі, які можна витрачати на «купівлю» підкріплень, і різні бонуси.
Серед доступних для управління гравцем юнітів присутні різні зразки радянського озброєння, а також двадцятиметровий Йосип Віссаріонович Сталін.

## Саундтрек
У записі саундтреку гри взяли участь:
- Група "FireLake"
- Група My Little Airport (Гонконг).
- Jerry Lenin і група Lady's Man.
- Ilya Orange.
- Група Анж.

## Оцінки та нагороди
Гра була суперечливо сприйнята російською критикою: відгуки розходяться від «чорт-зна-що і збоку інфантильний бантик»  до «найсмішніша вітчизняна гра останнього часу».
Світовий реліз отримав в основному негативні відгуки. Gamespot присвоїв грі оцінку 1.5/10, назвавши її «можливо, гіршою стратегією в реальному часі з числа будь-коли створених». Resolution, присвоївши грі оцінку 35%, дав пораду не купувати гру, але зробив висновок, що деякі її моменти «неймовірно розчулюють».

## Цікаві факти
- Вступний ролик до гри включає виконання державного гімну СРСР у варіанті 1977 року. Відеоряд при цьому складається з статичного зображення державного Прапора СРСР.